# Gerhard Heinrich Dieke
Gerhard Heinrich Dieke (Rheda, 20 augustus 1901 – Aberdeen, 25 augustus 1965) was een in Duitsland geboren Nederlands/Amerikaans natuurkundige. Hij was een pionier in het onderzoek naar de structuur van atomen en moleculen met behulp van spectroscopie-methoden.

## Biografie
Dieke werd geboren in Duitsland als zoon van Nederlandse ouders. Hij studeerde natuurkunde in Leiden onder professor Paul Ehrenfest die rond 1920 een stimulerende invloed had op het natuurkundig onderwijs aan de Leidse universiteit.
In 1926 promoveerde Dieke aan de Universiteit van Californië. Na een korte periode in Japan, aan het Institute of Physical and Chemical Research in Tokio, werd hij in 1928 de assistent van Dirk Coster aan de Rijksuniversiteit Groningen.
Twee jaar later keerde hij terug naar de Verenigde Staten waar hij in 1928 werd benoemd tot universitair hoofddocent aan de faculteit natuurkunde van de Johns Hopkins-universiteit te Baltimore. Later werd hij er gewoon hoogleraar en van 1950 tot 1965  was hij ook voorzitter van deze faculteit. 
Vanaf 1952 was Dieke corresponderend lid van de Koninklijke Nederlandse Akademie van Wetenschappen (KNAW). Verder was hij lid van de American Physical Society (APS), de Optical Society of America en de American Association of Physics Teachers.
- Biblioteca Nacional de España: XX1251198
- Biografisch Portaal: 82372482
- CiNii: DA04864114
- Gemeinsame Normdatei: 107393375X
- International Standard Name Identifier: 0000 0001 1054 4122
- Library of Congress Control Number: n89618955
- Mathematics Genealogy Project: 255345
- Nationale Bibliotheek van Tsjechië: uk20201076655
- Nationale bibliotheek van Australië: 35035769
- Nationale Bibliotheek van Israël: 987007278939405171
- Nederlandse Thesaurus van Auteursnamen: 10877418X
- Istituto Centrale per il Catalogo Unico: UFIV129962
- SNAC: w6zg6tqz
- Système universitaire de documentation: 079571255
- Trove: 807956
- Virtual International Authority File: 36059063
- WorldCat: E39PBJkXrbvY4gCTRFcVVTfKBP